# Oksa (gemeente)
De gemeente Oksa is een landgemeente in het Poolse woiwodschap Święty Krzyż, in powiat Jędrzejowski.
De zetel van de gemeente is in Oksa.
Op 30 juni 2004 telde de gemeente 4950 inwoners.

## Oppervlakte gegevens
In 2002 bedroeg de totale oppervlakte van gemeente Oksa 90,26 km², waarvan:
- agrarisch gebied: 73%
- bossen: 19%

De gemeente beslaat 7,18% van de totale oppervlakte van de powiat.

## Demografie
Stand op 30 juni 2004:
| Omschrijving                   | Totaal | Totaal | Vrouwen | Vrouwen | Mannen | Mannen |
| ------------------------------ | ------ | ------ | ------- | ------- | ------ | ------ |
| eenheid                        | aantal | %      | aantal  | %       | aantal | %      |
| inwoners                       | 4950   | 100    | 2472    | 49,9    | 2478   | 50,1   |
| bevolkingsdichtheid (inw./km²) | 54,8   | 54,8   | 27,4    | 27,4    | 27,5   | 27,5   |

In 2002 bedroeg het gemiddelde inkomen per inwoner 1124,67 zł.

## Aangrenzende gemeenten
Jędrzejów, Małogoszcz, Nagłowice, Radków, Włoszczowa
- Virtual International Authority File: 306423473